# Schmuckwaldsänger
Der Schmuckwaldsänger (Oreothlypis superciliosa, Syn.: Parula superciliosa) ist ein kleiner Singvogel aus der Gattung Oreothlypis in der Familie der Waldsänger (Parulidae). Das Verbreitungsgebiet erstreckt sich von Mexiko über Guatemala, El Salvador, Honduras bis nach Nicaragua. Die IUCN listet die Art als „nicht gefährdet“ (least concern).

## Merkmale

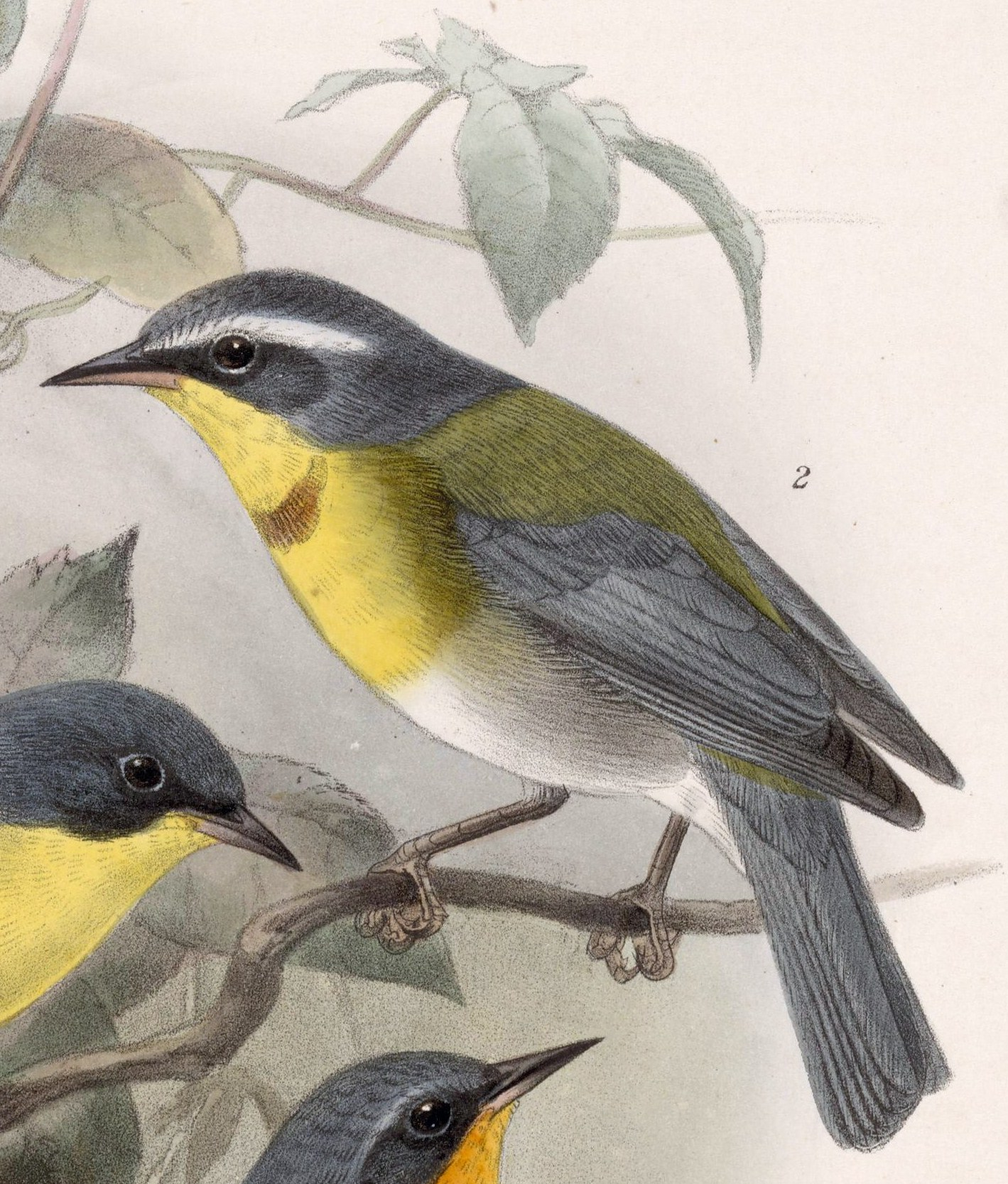
Schmuckwaldsänger, Illustration

Schmuckwaldsänger erreichen eine Körperlänge von 11 Zentimetern. Die Flügellänge beträgt beim Männchen 5,9 bis 6,8 Zentimeter, beim Weibchen 5,3 bis 6,2 Zentimeter. Adulte Schmuckwaldsänger der Nominatform und Jungvögel ab dem ersten Jahr haben eine schiefergraue Krone. Der Nacken, die Nackenseiten und der Mantel sind ebenfalls schiefergrau. Der Superciliarstreif ist im vorderen Bereich schmal und tritt kaum hervor; hinter dem Auge ist er breiter und weiß und zieht sich bis in den Nacken. Die Zügel und Ohrdecken sind schwärzlich-grau; der Rücken sowie die Schulterfedern und der Rumpf olivgrün und die Flügel sowie der Schwanz schwärzlich mit grauen Federrändern und schiefergrauen Oberschwanzdecken. Kehle und Brust sind an den Seiten olivgelb, in der Mitte ebenso wie der obere Bauch gelb bis hellgelb. Das restliche Unterseitengefieder ist weiß. Der Schnabel ist schwärzlich; die Beine sind dunkel fleischfarben.
Männliche Schmuckwaldsänger haben eine prägnante, unterschiedlich gefärbte, halbmondförmige Markierung über der Brust. Bei den etwas weniger kontrastreich gefärbten Weibchen ist sie schmaler. Die fünf Unterarten unterscheiden sich nur geringfügig.

## Vorkommen, Ernährung und Fortpflanzung

Verbreitungsgebiet des Schmuckwaldsängers (grün)

Schmuckwaldsänger sind zum größten Teil Standvögel. Dokumentiert sind Wanderungen bis zum südlichen Nordamerika. Bevorzugte Lebensräume befinden sich in Kiefer-Eichen-Wäldern und Nebelwäldern in Höhen von 1100 bis 3500. Sie ernähren sich überwiegend von Insekten und weiteren Wirbellosen. Das schalenförmige Nest legen sie gut versteckt unter abgestorbenen Blättern am Boden an. Als Nistmaterial verwenden sie unter anderem Moos, Gras und Kiefernadeln. Ein Gelege umfasst zwei bis drei Eier. Ausgebrütet werden die Eier in dreizehn bis vierzehn Tagen. 

## Unterarten und Verbreitung
Es gibt fünf anerkannte Unterarten:
- Oreothlypis s. superciliosa (Hartlaub, 1844) – Kommt in den Hochländern im südöstlichen Chiapas in Mexiko vor sowie in Guatemala, El Salvador und im westlichen Honduras.
- Oreothlypis s. mexicana Bonaparte, 1850 – Kommt im Gebirgszug Sierra Madre Oriental im östlichen Mexiko vor; von Nuevo León bis ins zentrale Veracruz. Weitere Verbreitungsgebiete befinden sich in Michoacán und Jalisco im westlichen Mexiko.
- Oreothlypis s. parva (W. Miller & Griscom, 1925)  – Verbreitet in den Hochländern des zentralen und östlichen Honduras und Nicaragua.
- Oreothlypis s. palliata (van Rossem, 1939) – Das Verbreitungsgebiet erstreckt sich vom südlichen Jalisco über Michoacán bis nach Guerrero in Mexiko.
- Oreothlypis s. sodalis (R. T. Moore, 1941) – Vorkommen gibt es im Gebirgszug Sierra Madre Occidental im nordwestlichen Mexiko und vom südlichen Chihuahua bis in den Norden von Jalisco.